# Malanggaten
Malanggaten is een bestuurslaag in het regentschap Karanganyar van de provincie Midden-Java, Indonesië. Malanggaten telt 4717 inwoners (volkstelling 2010).